# Superliga 2003-2004 (calcio a 5)
La Superliga 2003-2004 è stata la 12ª edizione del massimo torneo di calcio a 5 russo. La competizione è iniziata il 29 agosto 2003 e si è conclusa il 16 maggio 2004.

## Stagione regolare

### Classifica
|                   | Pos. | Squadra           | Pt | G  | V  | N  | P  | GF  | GS  | DR  |
| ----------------- | ---- | ----------------- | -- | -- | -- | -- | -- | --- | --- | --- |
| Russia (bandiera) | 1.   | Dinamo Mosca      | 99 | 44 | 29 | 12 | 3  | 178 | 89  | +89 |
|                   | 2.   | Dina Mosca        | 97 | 44 | 29 | 10 | 5  | 182 | 102 | +80 |
|                   | 3.   | VIZ-Sinara        | 95 | 44 | 30 | 5  | 9  | 181 | 95  | +86 |
|                   | 4.   | Spartak Mosca     | 91 | 44 | 28 | 7  | 9  | 169 | 130 | +39 |
|                   | 5.   | Noril'skij Nikel' | 78 | 44 | 24 | 6  | 14 | 150 | 123 | +27 |
|                   | 6.   | CSKA Mosca        | 63 | 44 | 18 | 9  | 17 | 147 | 141 | +6  |
|                   | 7.   | Spartak Ščëlkovo  | 57 | 44 | 16 | 9  | 19 | 142 | 155 | -13 |
|                   | 8.   | TTG Jugorsk       | 45 | 44 | 11 | 12 | 21 | 122 | 149 | -27 |
|                   | 9.   | Tjumen'           | 40 | 44 | 11 | 7  | 26 | 115 | 172 | -57 |
|                   | 10.  | Itera N.U.        | 29 | 44 | 6  | 11 | 27 | 100 | 161 | -61 |
|                   | 11.  | UPI Ekaterinburg  | 24 | 44 | 6  | 6  | 32 | 89  | 166 | -77 |
|                   | 12.  | Privolžanin       | 23 | 44 | 5  | 8  | 31 | 91  | 181 | -90 |

### Verdetti
- Dinamo Mosca campione di Russia 2003-2004 e qualificato alla Coppa UEFA 2004-2005.
- Privolzhanin non iscritto alla Superliga 2004-2005.